# Nederlandse kampioenschappen schaatsen afstanden 2009
De Nederlandse kampioenschappen afstanden 2009 werden van 31 oktober t/m 2 november 2008 gehouden in Heerenveen op schaatsbaan Thialf. Tijdens deze NK Afstanden (m/v) konden naast de nationale titels op de afstanden ook plaatsbewijzen veroverd worden voor de vijf wereldbekerwedstrijden die op het kampioenschap volgden.

## Tijdschema
| Programma                |         | |
| Datum                    | Aanvang | Onderdeel |
| vrijdag 31 oktober 2008  | 15:30   | 500 meter vrouwen 1e run 500 meter mannen 1e run 5000 meter mannen 500 meter vrouwen 2e run 500 meter mannen 2e run |
| zaterdag 1 november 2008 | 13:15   | 1000 meter vrouwen 1000 meter mannen 3000 meter vrouwen                                                             |
| zondag 2 november 2008   | 12:30   | 1500 meter vrouwen 1500 meter mannen 5000 meter vrouwen 10.000 meter mannen                                         |

## Podia

### Mannen
| Onderdeel        | Goud                 | Goud                 | Zilver              | Zilver               | Brons                  | Brons                |
| ---------------- | -------------------- | -------------------- | ------------------- | -------------------- | ---------------------- | -------------------- |
| 2x500 m details  | Jan Smeekens TVM     | 70,630 (35,38/35,25) | Simon Kuipers DSB   | 70,870 (35,48/35,39) | Mark Tuitert DSB       | 70,970 (35,46/35,51) |
| 1000 m details   | Stefan Groothuis DSB | 1.08,82              | Erben Wennemars TVM | 1.09,34              | Mark Tuitert DSB       | 1.09,44              |
| 1500 m details   | Sven Kramer TVM      | 1.45,81              | Mark Tuitert DSB    | 1.46,06              | Simon Kuipers DSB      | 1.46,35              |
| 5000 m details   | Sven Kramer TVM      | 6.14,90              | Carl Verheijen TVM  | 6.21,48              | Wouter Olde Heuvel TVM | 6.23,69              |
| 10.000 m details | Sven Kramer TVM      | 13.09,84             | Carl Verheijen TVM  | 13.13,88             | Bob de Jong VPZ        | 13.19,34             |

### Vrouwen
| Onderdeel       | Goud                     | Goud                 | Zilver                   | Zilver               | Brons                                 | Brons                |
| --------------- | ------------------------ | -------------------- | ------------------------ | -------------------- | ------------------------------------- | -------------------- |
| 2x500 m details | Annette Gerritsen DSB    | 77,380 (38,98/38,40) | Margot Boer DSB          | 78,070 (39,11/38,96) | Thijsje Oenema VPZ                    | 78,660 (39,37/39,29) |
| 1000 m details  | Paulien van Deutekom TVM | 1.16,66              | Annette Gerritsen DSB    | 1.17,34              | Natasja Bruintjes KNSB Opleidingsteam | 1.17,72              |
| 1500 m details  | Paulien van Deutekom TVM | 1.58,16              | Ireen Wüst TVM           | 1.59,07              | Marrit Leenstra TVM                   | 1.59,43              |
| 3000 m details  | Renate Groenewold TVM    | 4.06,99              | Paulien van Deutekom TVM | 4.08,49              | Lisette van der Geest KNSB Regiotop   | 4.09,49              |
| 5000 m details  | Renate Groenewold TVM    | 7.04,00              | Gretha Smit Hofmeier     | 7.08,83              | Lisette van der Geest KNSB Regiotop   | 7.13,86              |

## Medaillespiegel

### Mannen
| Rang   | Naam               | Goud | Zilver | Brons | Totaal |
| 1      | Sven Kramer        | 3    | 0      | 0     | 3      |
| 2      | Jan Smeekens       | 1    | 0      | 0     | 1      |
| 3      | Stefan Groothuis   | 1    | 0      | 0     | 1      |
| 4      | Carl Verheijen     | 0    | 2      | 0     | 2      |
| 5      | Mark Tuitert       | 0    | 1      | 2     | 3      |
| 6      | Simon Kuipers      | 0    | 1      | 1     | 2      |
| 7      | Erben Wennemars    | 0    | 1      | 0     | 1      |
| 8      | Wouter Olde Heuvel | 0    | 0      | 1     | 1      |
| 8      | Bob de Jong        | 0    | 0      | 1     | 1      |
| Totaal | Totaal             | 5    | 5      | 5     | 15     |

### Vrouwen
| Rang   | Naam                  | Goud | Zilver | Brons | Totaal |
| 1      | Paulien van Deutekom  | 2    | 1      | 0     | 3      |
| 2      | Renate Groenewold     | 2    | 0      | 0     | 2      |
| 3      | Annette Gerritsen     | 1    | 1      | 0     | 2      |
| 4      | Margot Boer           | 0    | 1      | 0     | 1      |
| 4      | Gretha Smit           | 0    | 1      | 0     | 1      |
| 4      | Ireen Wüst            | 0    | 1      | 0     | 1      |
| 7      | Lisette van der Geest | 0    | 0      | 2     | 2      |
| 8      | Thijsje Oenema        | 0    | 0      | 1     | 1      |
| 8      | Natasja Bruintjes     | 0    | 0      | 1     | 1      |
| 8      | Marrit Leenstra       | 0    | 0      | 1     | 1      |
| Totaal | Totaal                | 5    | 5      | 5     | 15     |

### Team
| Plaats | Teams               | Goud | Zilver | Brons | Totaal |
| 1      | TVM                 | 8    | 5      | 2     | 15     |
| 2      | DSB                 | 2    | 4      | 3     | 9      |
| 3      | Hofmeier            | 0    | 1      | 0     | 1      |
| 4      | VPZ                 | 0    | 0      | 2     | 2      |
| 4      | KNSB Regiotop       | 0    | 0      | 2     | 2      |
| 6      | KNSB Opleidingsteam | 0    | 0      | 1     | 1      |
| Totaal | Totaal              | 10   | 10     | 10    | 30     |